# Neu Olvenstedt

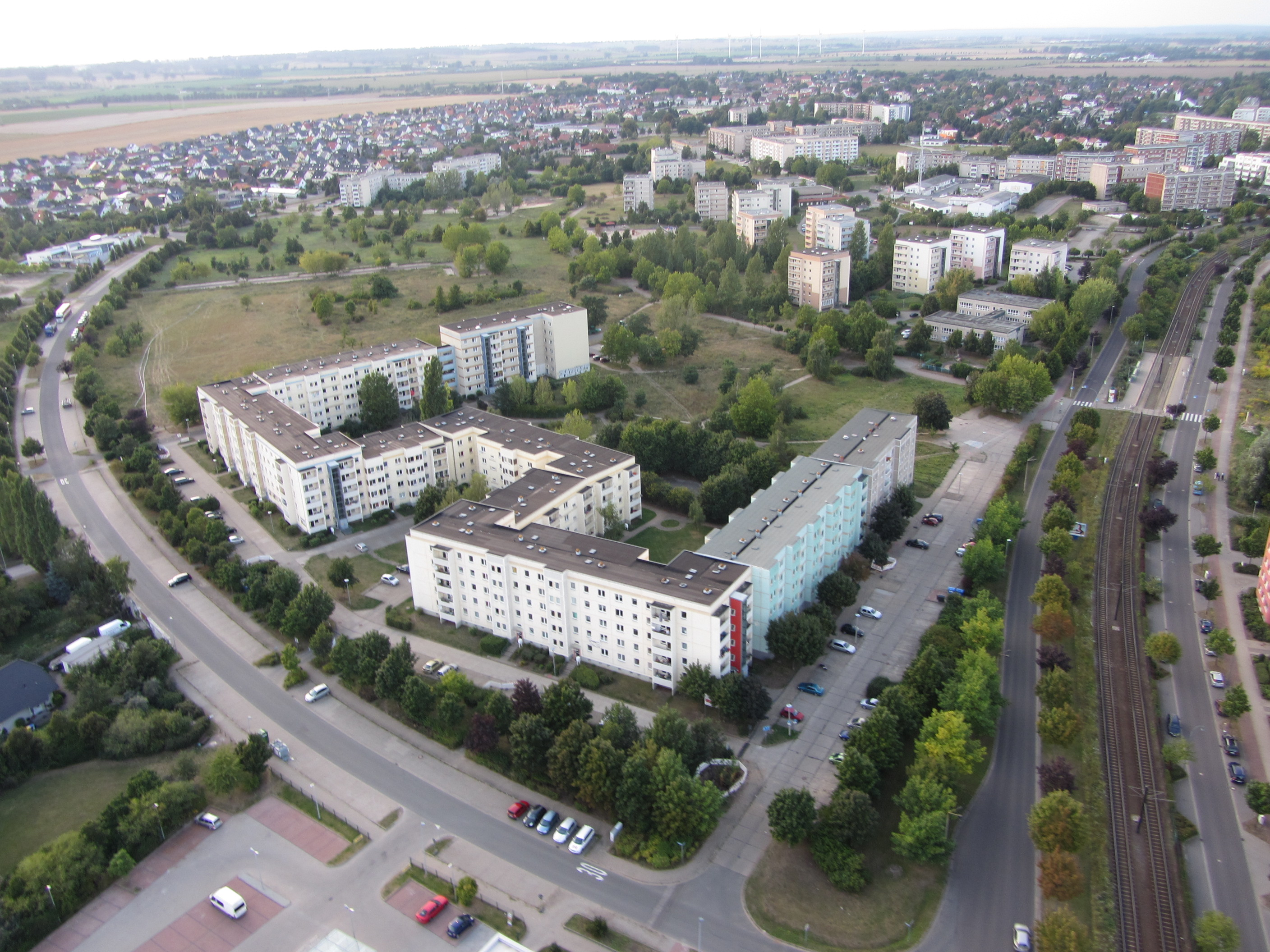
Luftaufnahme von Neu-Olvenstedt

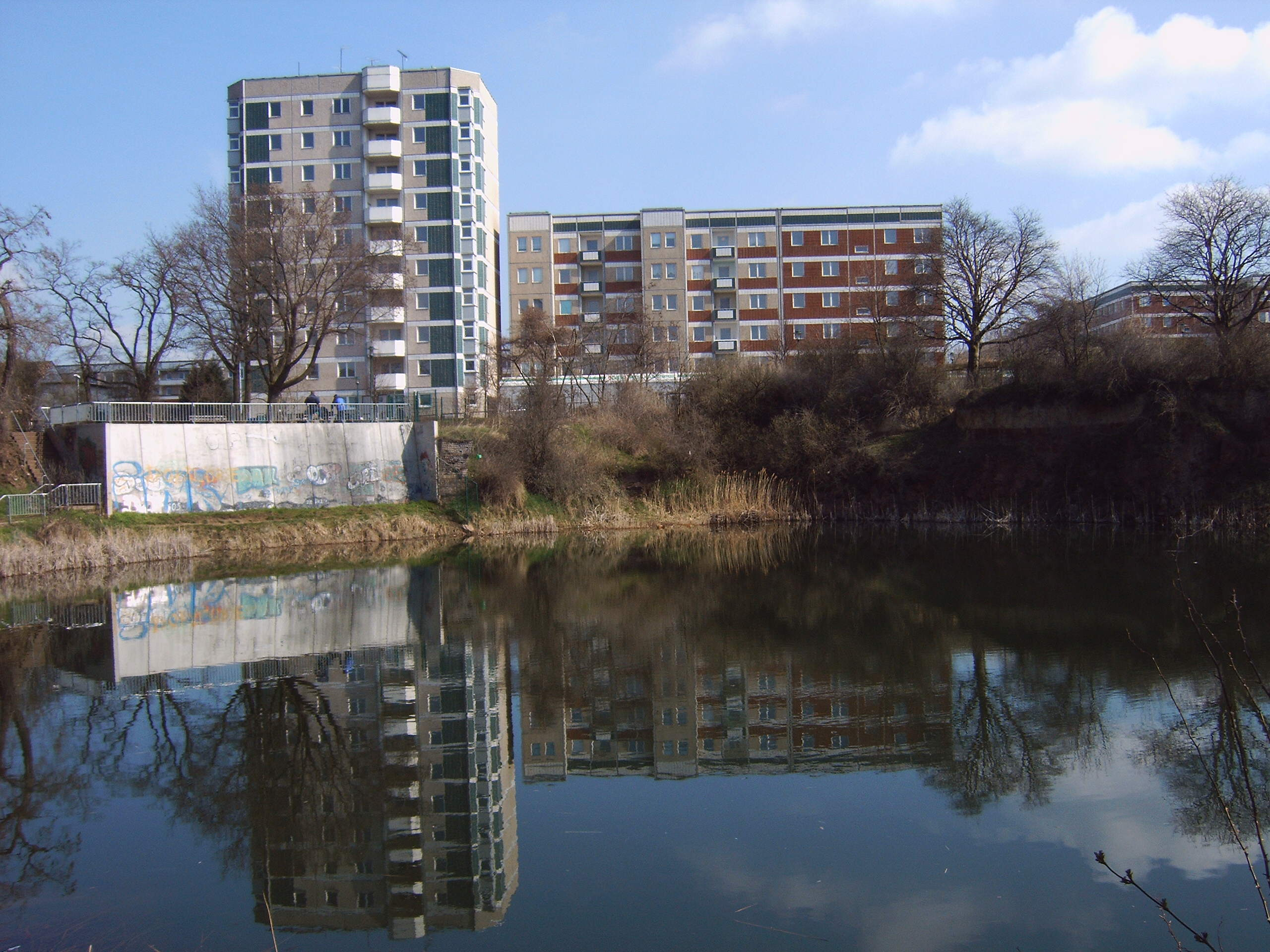
Plattenbauten in Neu Olvenstedt – im Vordergrund der Sternsee

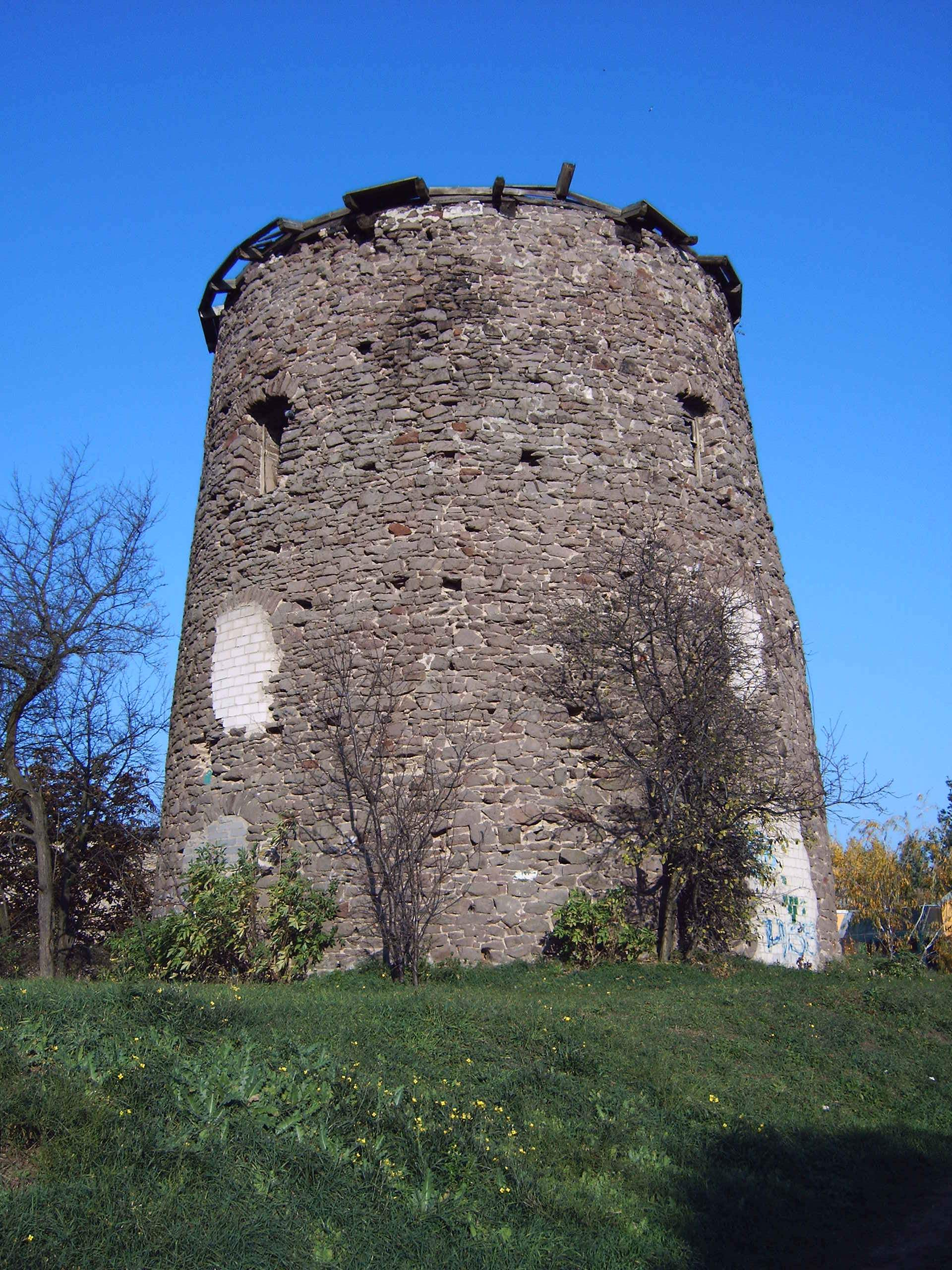
Düppler Mühle

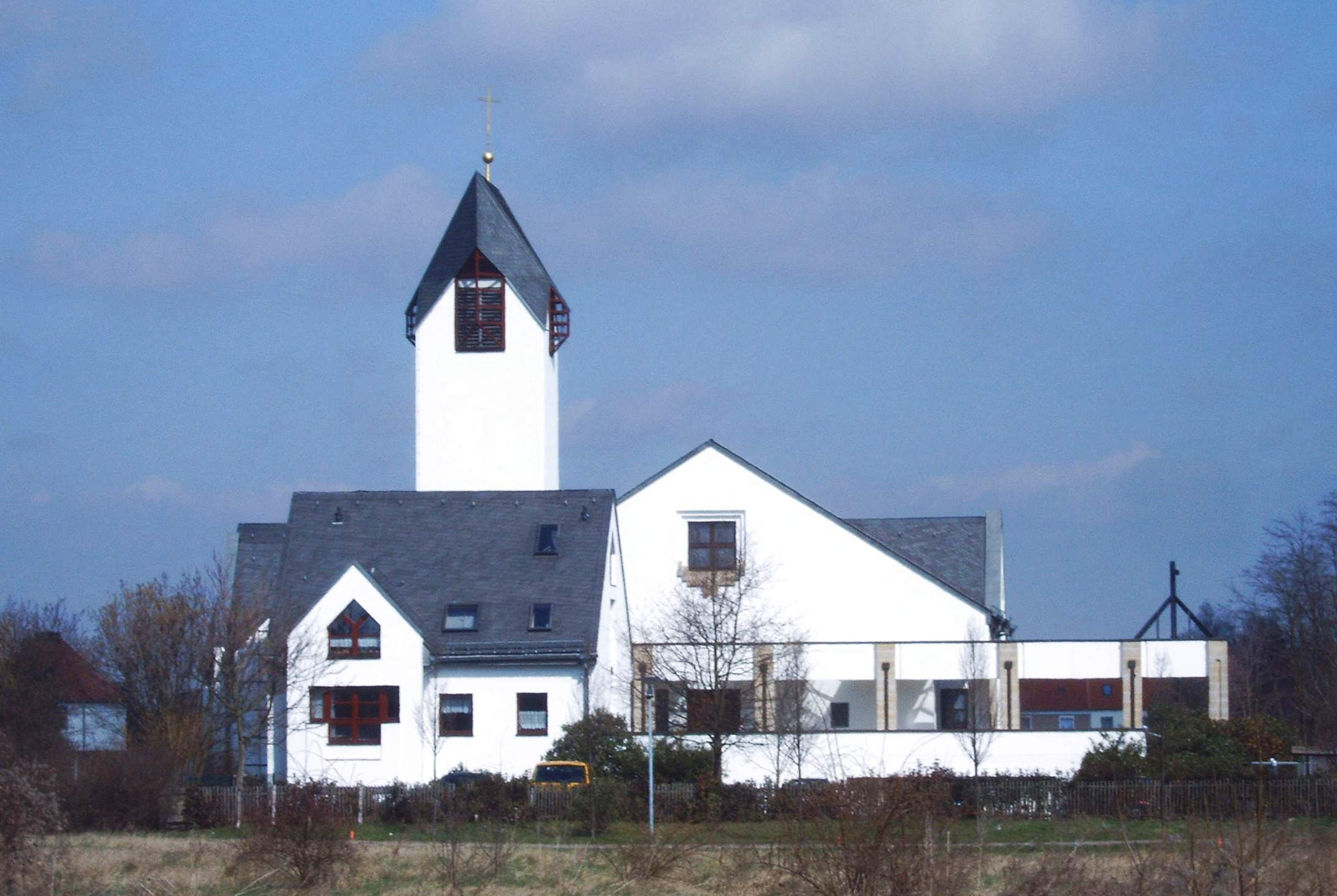
Kirche St. Josef

Neu Olvenstedt ist ein Stadtteil der Stadt Magdeburg. Auf einer Fläche von 3,3669 km² leben 11.471 Einwohner (Stand 31. Dezember 2021).

## Geschichte

### 1980er Jahre
Neu Olvenstedt gehört zu den jüngeren Magdeburger Stadtteilen. 1980 begannen die ersten Erdarbeiten für das spätere Neubaugebiet. Am 31. Januar 1981 erfolgte die Grundsteinlegung für den ersten Wohnblock. Das spätere Neu Olvenstedt wurde in drei Bauabschnitte eingeteilt. Der letzte und dritte Bauabschnitt wurde während der Wendezeit fertiggestellt.
Mit dem Bau Neu Olvenstedts sollte auch die direkte Anbindung des eingemeindeten Dorfes Olvenstedt an die damalige Bezirkshauptstadt erfolgen. Zum Jahresende 1981 wurden die ersten 166 Wohnungen an Mieter übergeben. Allerdings hatten die Anwohner bis Mitte der 1980er Jahre mit fehlender Infrastruktur und unausgebauten Straßen zu kämpfen. Gegen Ende des Jahrzehnts entwickelte sich das Stadtgebiet zu einem der modernsten in der DDR. Neben zahlreichen Kindergärten und Kinderkrippen entstanden in den Bauabschnitten mehrere Schulen, Jugendclubs und Gaststätten. In den großzügig angelegten und verkehrsfreien Innenhöfen fanden Kinder eine ideale Spielwiese, da der Bau von Kinderspielplätzen etwas vernachlässigt wurde. Zudem wurden eine Schwimmhalle, vier Kaufhallen und die Ladenstraße Olven 1 gebaut. 1989 lebten etwa 30.000 Menschen in Neu Olvenstedt.

### 1990er Jahre
Nach der Wiedervereinigung kam Neu Olvenstedt durch rechtsextremistische Gewalttaten in die internationalen Medien und galt als kritischer Stadtteil Magdeburgs. Unter anderem wurde der 17-jährige Frank Böttcher bei einem Überfall von Neonazis getötet.
Die Baustruktur mit Gebäuden überwiegend in DDR-Plattenbauweise erwies sich für moderne Wohnansprüche als ungeeignet. Zahlreiche Magdeburger verließen Neu Olvenstedt und zogen in neu entstandene Eigenheimsiedlungen am Stadtrand oder in die nun sanierten Altbauten der Stadt. Auch stellte die Suburbanisierung, also die Abwanderung von Menschen aus der Stadt in umliegende Gemeinden, ein großes Problem dar. Gemeinden wie Ebendorf, Barleben, Hohendodeleben oder Irxleben lockten mit billigem Bauland für Eigenheime und verzeichneten einen gewaltigen Einwohnerzuwachs, was ihnen in der Stadt Magdeburg den Namen „Speckgürtel“ bescherte.
Durch die Abwanderung verblieben im Stadtgebiet größtenteils Bürger der mittleren oder unteren Einkommensschichten, so dass sich soziale Probleme in diesem Stadtteil deutlicher abzeichneten als in anderen Stadtgebieten.

### Heutige Situation
2002 bezog die Stadt Magdeburg den Stadtteil in das Programm „Stadtumbau Ost“ ein. Mit Rückbau und Abriss leerstehender Wohnungen und ganzer Wohnblöcke konnten bislang über 6.500 Wohnungen (Stand 31. Dezember 2019) vom Markt genommen werden. Allein beim Projekt „Rennebogen“ wurden durch den Abriss von ca. 100 zusammenhängenden Eingängen knapp 1500 Wohnungen innerhalb weniger Wochen in Bauschutt verwandelt. Der Leerstand ist im Vergleich zu anderen Magdeburger Stadtteilen nur noch leicht überdurchschnittlich.
Leerstandsentwicklung:

31. Dezember 2000: 12.686 Wohneinheiten | davon 3.443 Leerstand | Leerstandsquote 27 %

31. Dezember 2007: 9.749 Wohneinheiten | davon 2.915 Leerstand | Leerstandsquote 30 %

31. Dezember 2019: 6.049 Wohneinheiten | davon 846 Leerstand | Leerstandsquote 14 %
Die Zahl der Gewalttaten hat in Neu Olvenstedt nachgelassen, dennoch leben aufgrund der günstigen Miete viele sozialschwache Menschen im Stadtteil. Vollsanierte Wohnungen bei günstigen Mietpreisen, die verkehrsberuhigte Lage, viele Grünflächen, Parks und die günstige Verkehrsanbindung durch ÖPNV, Straßen oder Radwege lassen seit einigen Jahren einen Zuwachs an Studenten und älteren Menschen verzeichnen.
Ein Großteil der Wohnungen ist mittlerweile vollsaniert, teilweise wurden Plattenbauten dank ihres Lego-Prinzips in Reihenhäuser oder Etagenwohnungen umgebaut. Die Grasflächen des ehemaligen Rennebogen-Wohngebietes wurden mit Ein- und Zweifamilienhäusern bebaut. Diese Maßnahmen führten erstmals im Jahr 2010 dazu, dass es in einigen Gebieten Neu Olvenstedts nach der Wende mehr Zuzüge als Wegzüge gab.

## Bauwerke, Einrichtungen, Naturdenkmäler
Die Düppler Mühle ist im örtlichen Denkmalverzeichnis aufgeführt.
Weitere Einrichtungen sind:
- Kath. Kirche St. Josef
- Klinikum Magdeburg
- Naturdenkmal Sternsee
- Erich Rademacher-Bad
- Albert-Einstein-Gymnasium

## Kunst im öffentlichen Raum

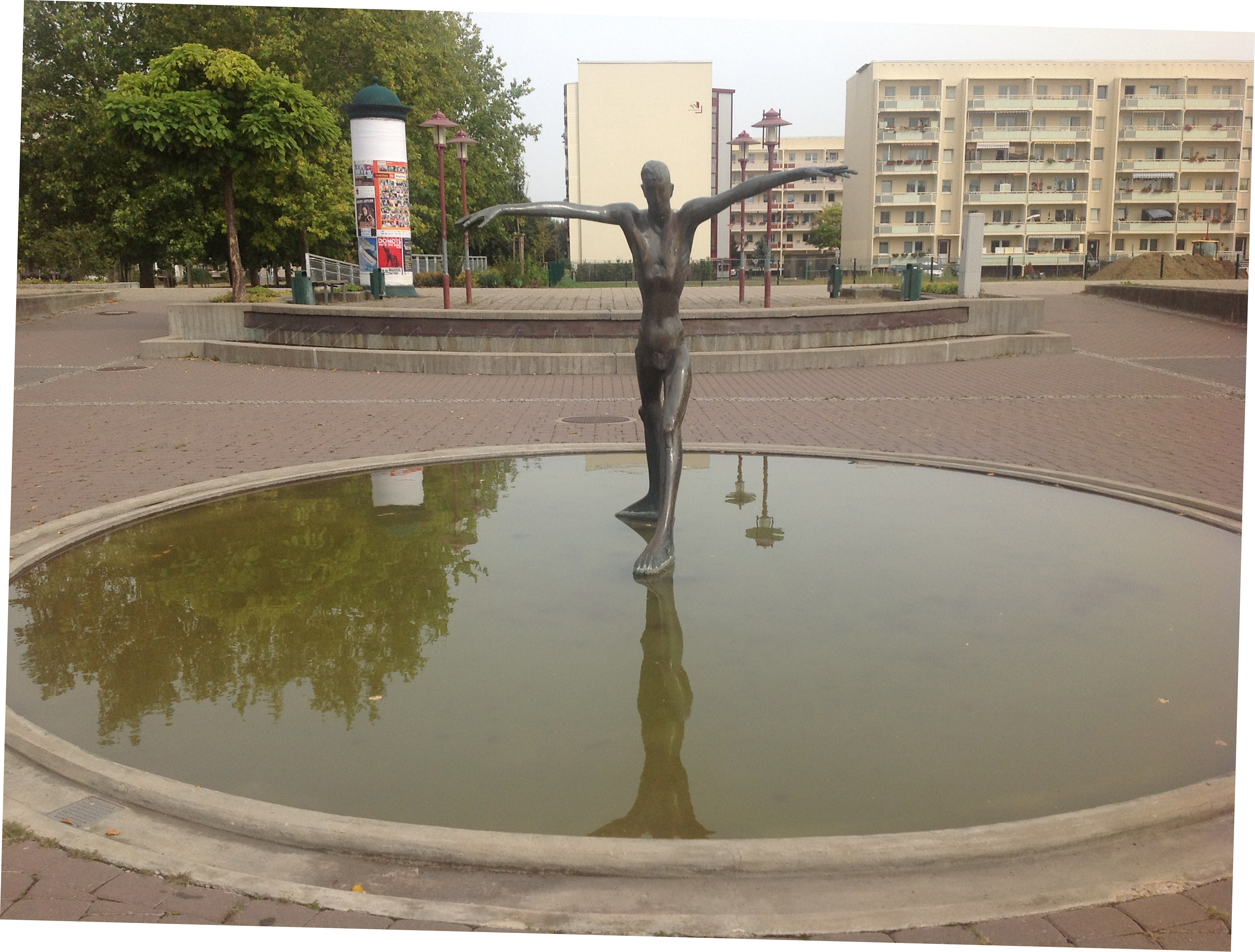
Klaus Messerschmidt „Schreitender“ 1992 Brunnen auf dem Markt Olven

Schon in der Planung des Stadtteiles war eine Gestaltung mit Kunstwerken vorgesehen, darunter Skulpturen, Brunnen, Keramikbildern sowie eine systematische Farbgestaltung der Hausfassaden. Die Werke der Kunst im öffentlichen Raum in Neu Olvenstedt sind stilistisch Repräsentanten ihrer Entstehungszeit. Zu ihren Schöpfern gehören die Magdeburger und sachsen-anhaltischen Künstler Heinrich Apel, Manfred Gabriel, Bruno Groth und Klaus Friedrich Messerschmidt (* 1945). Das Büro für Stadtteilarbeit Neu Olvenstedt möchte sich auch der Wiederentdeckung dieser Kunstwerke widmen und kreative Prozesse zur Entwicklung von Neu Olvenstedt nutzen.

## Verkehrsanbindungen

### Straßen und Autobahnen
Neu Olvenstedt verfügt über eine eigene Auf- und Abfahrt für die Autobahnen A2 und A14. Die Abfahrt der A14 trägt den Namen Stadtfeld.
Zudem führt die Bundesstraße 1 durch den Stadtteil.

### Öffentliche Verkehrsmittel der Stadt Magdeburg
Neu Olvenstedt ist durch drei Straßenbahnlinien (Linie 3, Linie 4, Linie 5), zwei Buslinien (Linie 71, Linie 72) und die Bus-Nachtlinie N6 der Magdeburger Verkehrsbetriebe mit anderen Stadtgebieten verbunden.